# Lineage II

Lineage II: The Chaotic Throne (În limba coreeană: 리니지 2) este un masiv multiplayer online role-playing (MMORPG) pentru Windows, în care acțiunea se petrece cu 150 de ani înaintea primului joc . El a devenit foarte popular începând cu 1 octombrie 2003 în de Sud, raportand 1,000,918 de utilizatori 
unici în cursul lunii martie 2007. Până în prezent, jocul a fost jucat de mai mult de 14 de milioane de utilizatori, cea mai mare parte în Asia.

## Descriere
Ca sa începi sa joci Lineage II, jucătorii isi creeaza un personaj ca si avatarul lor în jocul in stil medieval in lumea virtuală. Oamenii, Elfii și Elfii intunecati încep în Regatul Aden în timp ce Pitici și Orci încep în Regatul Elmore. Jucatorii pot alege fie din luptator sau profesii mistice de la început, cu excepție pentru pitici și Kamael, care au doar posibilitatea de a selecta profesia de luptător; această alegere actioneaza ca un arhetip pentru opțiuni de profesie mai târziu. Fiecare rasa are propriul set de clase, chiar dacă oameni, elfi și elfi întunecati au o multime de clase care sunt foarte similare cu omologii lor din celelalte două rase.
Pe măsură ce jucătorii ucid monstrii (NPC), ei acumulează puncte de experiență și de puncte de calificare (SP). Cu punctele de experienta acumulate, crește nivelul caracterului, în sensul atributele diferite ale caracterului sunt potențate. Jucătorii isi cumpara și apoi isi perfecționeaza skilele, folosind SP. Jucătorii pot juca singuri sau ca parte a unui grup pentru a lupta impotriva monștrilor și pentru a termina quest-urile pentru noi competențe, puncte de experiență, și articole. Player versus player (PvP) este o parte importantă a jocului. Jocul oferă mai multe aspecte sociale, politice, economice și care sunt dezvoltate prin comunitate și prin acțiunile, în joc, de un singur război asediu players.Lineage II creeaza asediile si razboaielec ca in realitate. Pentru a fi siguri de PvP-ul rămâne sub control, proiectul, include un sistem care prevede sistemul Karma care prevede consecințe negative pentru uciderea altor jucatori atunci când acestea nu riposteaza. Atunci când sunt într-o stare de haos (karma număr mai mare decât zero), cu un numar de PK de 5 sau mai multe, jucatorii au o o mare probabilitate mare de a scapa elemente daca sunt ucisi.
Clase si Subclase
În prezent, există un număr mare de clase (36) pentru toate rasele la un loc.Fiecare rasa si subclasa are un numar de puncte de status alocat de la inceput.
La finalizarea quest-ului de ;a level-ul 5, un jucator poate sa adauge o subclasa la caracterul lui.
Aceasta sublclasa incepe de la level-ul 40. Subclasele pe care le poti alege sunt limitate (e.g. Elfi intunecati nu pot alege ca subclasa Elfi. In plus, un jucator nu poate alege o subclasa care se potriveste cu clasa lui principala (un Dark Avenger nu poate deveni Paladin, de asemenea, un vanator de comorii nu poate deveni Walker Plains) O data ce o subclasa a ajuns la level-ul 75, jucatorii pot alege alta subclasa. Un caracter poate sa detina trei subclase in afara de clasa lui principala.
Eroii care au acumulat cele mai multe puncte pentru clasa lor in timpul competitiei Grand Olympiad, avand un minim de cincisprezece meciuri cu cel putin o victorie. Poate fi un singur erou pe clasa pentru 36 de ore. Eroii au posibilitate de al alege una din armele de Hero pentru a primi abilitatati de Hero, in plus, ei pot vorbi pe chatul global pe intreg serveru-ul. Ei primesc de asemenea, o aura stralucitoare astfel incat acesta sa iasa in evidenta fata de alte caractere.
Animale de companie
In Lineage II, un jucator poate obtine un monstru care devine animalul lui de comanie prin incheiere unui quest. Spre deosebire de alti summos sau magii, atat timp cat anumite conditii sunt indeplinite, un animal de companie nu va fi legat de o limita de timp, nici nu va fi demis prin forta. Aceste animale de companie pot detine, de asemenea, cele mai multe elemente in inventarul lor, inclusiv arme si armuri personale, care pot fi echipate pe animalele de companie.
| Clasa                   | Prima schimbare de clasă nivel 20 | A doua schimbare de clasă nivel 40 | A treia schimbare de clasă nivel 76 |
| ----------------------- | --------------------------------- | ---------------------------------- | ----------------------------------- |
| Human Fighter           | Warrior                           | Gladiator                          | Duelist                             |
| Human Fighter           | Warrior                           | Warlord                            | Dreadnought                         |
| Human Fighter           | Human Knight                      | Paladin                            | Phoenix Knight                      |
| Human Fighter           | Human Knight                      | Dark Avenger                       | Hell Knight                         |
| Human Fighter           | Rogue                             | Treasure Hunter                    | Adventurer                          |
| Human Fighter           | Rogue                             | Hawkeye                            | Sagittarius                         |
| Human Mystic            | Wizard                            | Sorcerer                           | Archmage                            |
| Human Mystic            | Wizard                            | Necromancer                        | Soultaker                           |
| Human Mystic            | Wizard                            | Warlock                            | Arcana Lord                         |
| Human Mystic            | Cleric                            | Bishop                             | Cardinal                            |
| Human Mystic            | Cleric                            | Prophet                            | Hierophant                          |
| Elf Fighter             | Elven Knight                      | Temple Knight                      | Eva's Templar                       |
| Elf Fighter             | Elven Knight                      | Swordsinger                        | Sword Muse                          |
| Elf Fighter             | Elven Scout                       | Plainswalker                       | Wind Rider                          |
| Elf Fighter             | Elven Scout                       | Silver Ranger                      | Moonlight Sentinel                  |
| Elf Mage                | Elven Mystic                      | Spellsinger                        | Mystic Muse                         |
| Elf Mage                | Elven Mystic                      | Elemental Summoner                 | Elemental Master                    |
| Elf Mage                | Elven Oracle                      | Elven Elder                        | Eva's Saint                         |
| Dark Fighter            | Paulus Knight                     | Shillien Knight                    | Shillien Templar                    |
| Dark Fighter            | Paulus Knight                     | Bladedancer                        | Spectral Dancer                     |
| Dark Fighter            | Assassin                          | Abyss Walker                       | Ghost Hunter                        |
| Dark Fighter            | Assassin                          | Phantom Ranger                     | Ghost Sentinel                      |
| Dark Mystic             | Dark Wizard                       | Spellhowler                        | Storm Screamer                      |
| Dark Mystic             | Dark Wizard                       | Phantom Summoner                   | Spectral Master                     |
| Dark Mystic             | Shillien Oracle                   | Shillien Elder                     | Shillien Saint                      |
| Orc Fighter             | Orc Raider                        | Destroyer                          | Titan                               |
| Orc Fighter             | Monk                              | Tyrant                             | Grand Khavatari                     |
| Orc Mystic              | Orc Shaman                        | Overlord                           | Dominator                           |
| Orc Mystic              | Orc Shaman                        | Warcryer                           | Doomcryer                           |
| Dwarven Fighter         | Scavenger                         | Bounty Hunter                      | Fortune Seeker                      |
| Dwarven Fighter         | Artisan                           | Warsmith                           | Maestro                             |
| (Kamael) Male Soldier   | Trooper                           | Berserker                          | Doombringer                         |
| (Kamael) Male Soldier   | Trooper                           | Soul Breaker                       | Soul Hound                          |
| (Kamael) Male Soldier   | Trooper                           | Inspector                          | Judicator                           |
| (Kamael) Female Soldier | Warder                            | Arbalester                         | Trickster                           |
| (Kamael) Female Soldier | Warder                            | Soul Breaker                       | Soul Hound                          |
| (Kamael) Female Soldier | Warder                            | Inspector                          | Judicator                           |